# ام رستم
شیرین ملقب به‌ام رستم، پس از مرگ همسر به پادشاهی رسید. اولین پادشاه زن ایرانی پس از ورود اسلام بود که بر مازندران و گیلان، ری، همدان و اصفهان حکم می‌راند.
به او خبر دادند سواری از سوی محمود غزنوی آمده است. سلطان محمود در نامهٔ خود نوشته بود:
باید خطبه و سکه به نام من کنی و خراج فرستی، والا جنگ را آماده باشی. ام رستم، به پیک محمود گفت:
اگر خواست سرور شما را نپذیرم چه خواهد شد؟ پیک گفت آنوقت محمود غزنوی سرزمین شما را براستی از آن خود خواهد کرد. ام رستم به پیک گفت: که پاسخ مرا همین گونه که می‌گویم به سرورتان بگویید: در عهد شوهرم همیشه می‌ترسیدم که محمود با سپاهش بیاید و کشور ما را نابود کند ولی امروز ترسم فرو ریخته است، برای اینکه می‌بینم شخصی مانند محمود غزنوی که می‌گویند یک سلطانی باهوش و جوانمرد است بر روی زنی شمشیر می‌کشد. به سرورتان گویید اگر میهنم مورد یورش قرار گیرد با شمشیر از او پذیرایی خواهم نمود، اگر محمود را شکست دهم تاریخ خواهد نوشت که محمود غزنوی را زن جنگاور کشت و اگر کشته شوم باز تاریخ یک سخن خواهد گفت، محمود غزنوی زنی را کشت.
پاسخ هوشمندانه بانو ام رستم، سبب شد که محمود تا پایان زندگی خویش از لشکرکشی به ری خودداری کند.
ام رستم پادشاه زن ایرانی در سن هشتاد سالگی درگذشت.